# Concert de Brandenburg núm. 6
El Concert de Brandenburg núm. 6, BWV 1051, és el darrer dels sis Concerts de Brandenburg compostos per Johann Sebastian Bach el 1721 i dedicats al marcgravi Ludwig de Brandenburg.

## Instruments
Molt s'ha especulat sobre aquest concert, segurament el menys conegut dels sis i el que menys s'hi assembla. La seva principal característica és el seu estil arcaic i la utilització d'instruments pràcticament en desús en temps de Bach, com la viola da gamba. Tot això fa pensar que malgrat ser inclòs entre els Concerts de Brandenburg, en realitat era una obra que Bach ja tenia escrita des de molt temps abans.
Aparenta ser una espècie de comiat de Bach als estils, instruments i formes que havia utilitzat en la seva joventut i que ara es veia obligat a abandonar, ja que l'evolució de la música l'impulsava a cercar nous horitzons. Efectivament, la sonoritat de les violes confereix a aquesta obra un fort aire de trista nostàlgia.
El mateix Bach en detalla la formació instrumental: À 2 Viole, 2 Viole da Gamba, Violoncello, Violone e Cembalo.

## Estructura
1. (Allegro)
2. Adagio, ma non tanto
3. Allegro

El primer moviment es basa en un ritme continu i inalterable del baix sobre el qual evolucionen polifònicament les violes. De tant en tant, es produeixen breus pauses en aquest ritme percudit que les violes aprofiten per a establir diàlegs que, realment, semblen lamentacions.
El segon moviment es basa en una àmplia melodia fugada en mi bemoll major, carregada de melangia i que evoluciona al final cap a sol menor, per enllaçar amb el moviment final.
El tercer moviment és una genuïna giga italiana derivada del moviment inicial del concert, alegre i graciosa, amb compàs 12/8. El motiu principal és successivament interromput per ràpides intervencions de les violes, generalment en cascades de notes descendents.